# Franci Kek

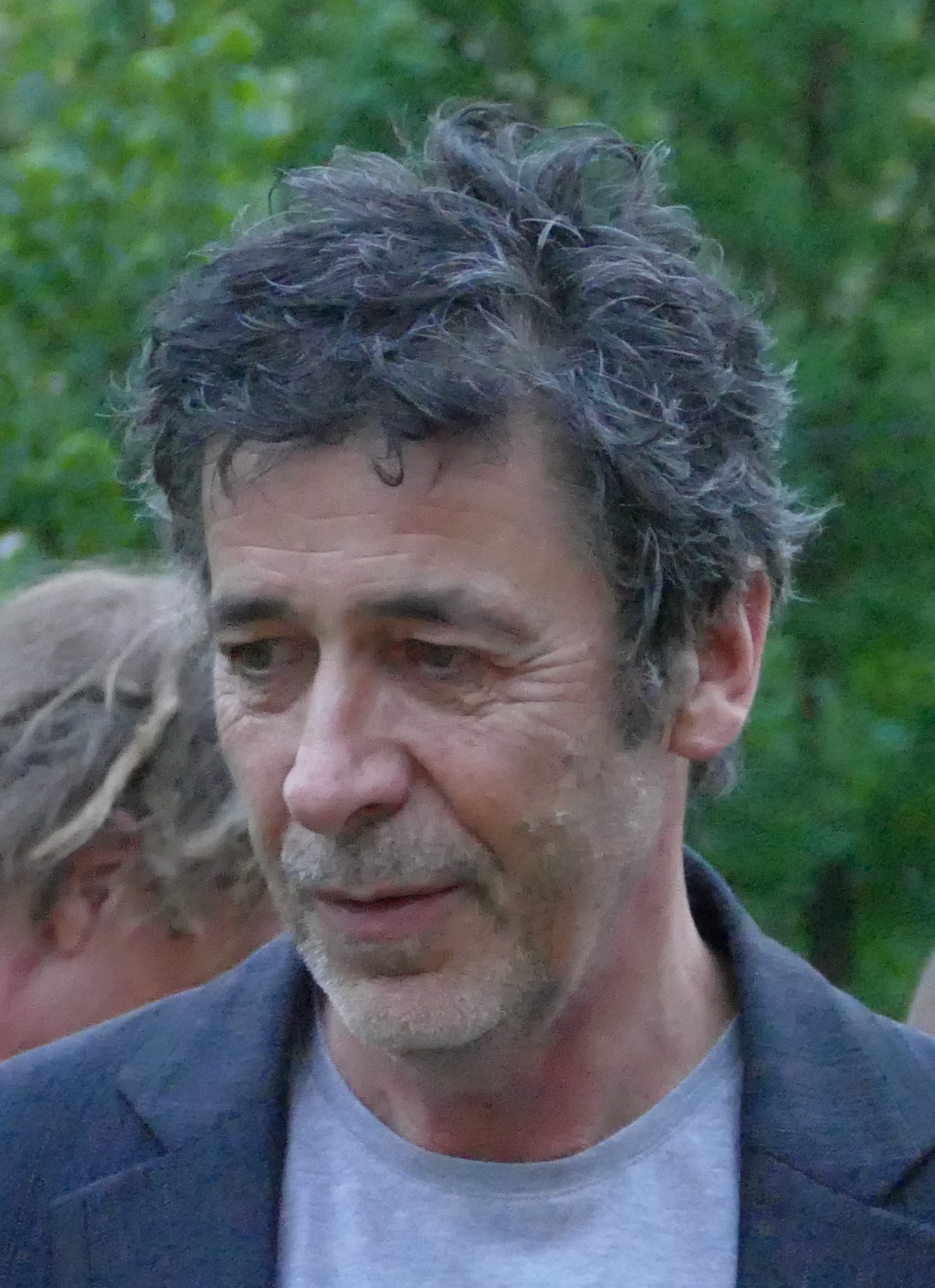
Franci Kek

Franci Kek (Novo mesto, 25 januari 1964) is een Sloveens politicus. Hij was onder meer werkzaam als regisseur en persvoorlichter. 
Medio jaren 1990 was Franci Kek redacteur bij de lokale televisie van de Sloveense plaats Novo mesto, een van de elf stadsgemeenten in het land. Hij regisseerde vier avondvullende films. Voor de nationale omroep RTV Slovenija verzorgde hij tussen 2003 en 2005 de uitzending "verborgen camera". In 1997 trad Kek op als organisator van het rockfestival "Rock Otočec", dat sindsdien regelmatig wordt gehouden en in het teken staat van tolerantie. 
Franci Kek was met zijn lokale "Lijst voor Dolenjska" (Lista za Dolenjsko) vanaf 2002 geëngageerd in het regionale bestuur van Novo mesto en omgeving. In 2004 werd hij voorzitter van de nieuw opgerichte landelijke partij Actief Slovenië, dat bij de Sloveense parlementsverkiezingen in 2004 weliswaar beneden de kiesdrempel bleef, maar een onverwachte, relatief hoge score behaalde. In december 2007 leidde Franci Kek zijn partij naar de opheffing, die volgde uit het besluit om voortaan binnen de nieuw opgerichte partij Zares te gaan werken. 